# Iñaki Sáez
José Ignacio Sáez Ruiz, genannt Iñaki Sáez (* 23. April 1943 in Bilbao) ist ein ehemaliger spanischer Fußballspieler und -trainer, der in seiner Trainerkarriere u. a. mehrmals Athletic Bilbao und die spanische Fußballnationalmannschaft betreute. Als Spieler war der Baske für San Vicente, den FC Barakaldo und Athletic Bilbao aktiv.

## Spielerlaufbahn
Mit bereits 15 Jahren debütierte Iñaki Sáez in der ersten Mannschaft des unterklassigen Vereins San Vicente, den er drei Jahre später im Sommer 1961 in Richtung FC Barakaldo verließ. Nach einem Jahr als Stammspieler ging der junge Baske zum großen Traditionsverein Athletic Bilbao, für den er von 1962 bis 1974 insgesamt zwölf Jahre spielte. In seiner Zeit bei Athletic wurde er sogar Nationalspieler, kam jedoch nur auf drei Einsätze im Jahr 1968. Auch holte er mit seiner Mannschaft zwei spanische Pokal-Titel (1969 und 1973).

## Trainerlaufbahn

### Athletic Bilbao
Unmittelbar nach dem Ende seiner aktiven Laufbahn ging Iñaki Sáez 1975 in die Jugendarbeit von Athletic Bilbao, wo er fünf Jahre lang diverse Teams trainierte. Für die Saison 1980/81 bekam er erstmals die Möglichkeit die erste Mannschaft der Basken zu trainieren, ehe er von 1982 bis 1986 die zweite Mannschaft übernahm. In der Saison 1985/86 ersetzte er für kurze Zeit Javier Clemente als Trainer der ersten Mannschaft. Anschließend machte Iñaki Sáez zwei Jahre Pause, bevor er 1988 drei Jahre lang auf die Bank von Athletic's B-Team zurückkehrte. Von 1990 bis 1992 stand er erneut der ersten Mannschaft vor.

### Weitere Vereine
Im Sommer 1992 setzte Iñaki Sáez einen Schlussstrich unter seine Zeit als Bilbaos Trainer. Erstmals wechselte er als Trainer den Verein und heuerte beim in die Segunda División B abgestiegenen UD Las Palmas an. Dort arbeitete er drei Jahre lang erfolgreich verpasste jedoch die Rückkehr in den Profifußball. Aus diesem Grund bekam er 1996 die Chance den spanischen Erstligisten Albacete Balompié zu trainieren, stieg jedoch mit dem Team als Vorletzter am Saisonende ab nach einer 0:2 – Auswärtsniederlage bei Atlético Madrid.

### Nationalmannschaft
Im Sommer 1996 übernahm Iñaki Sáez die spanische U-21-Nationalmannschaft, die er bis 2002 sechs Jahre lang betreute. Mit dieser konnte er 1998 die Junioren-Fußballweltmeisterschaft gewinnen. Nach der Fußball-Weltmeisterschaft 2002 in Japan und Südkorea übernahm er das Amt als spanischer Nationaltrainer vom zurückgetretenen José Antonio Camacho, musste jedoch nach der Fußball-Europameisterschaft 2004 nach dem Ausscheiden in der Vorrunde seinen Posten für Luis Aragonés räumen.

## Erfolge

### Als Spieler
- 1969 – Copa del Rey – Athletic Bilbao
- 1973 – Copa del Rey – Athletic Bilbao

### Als Trainer
- 1998 – Junioren-Fußballweltmeisterschaft – Spanien